# Bokura wa minna Kawai-sō
Bokura wa minna Kawai-sō (僕らはみんな河合荘, litt. "Nous sommes tous du dortoir Kawai", un jeu de mots qui a le double sens "Nous sommes tous pitoyables") (titre anglophone : "The Kawai Complex Guide to Manors and Hostel Behavior") est un seinen manga de Ruri Miyahara. 
Il est prépublié entre avril 2010 décembre 2017 dans le magazine Young King OURs de Shōnen Gahōsha, et compilé en six tankōbon en novembre 2014. Une adaptation en série d'animation produite par Brain's Base est diffusée entre avril et juin 2014 sur TBS au Japon.

## Synopsis
Grâce à la mutation de ses parents, Kazunari Usa, élève de seconde, peut enfin vivre seul, au complexe Kawai, une pension qui propose le gîte et le couvert à ses résidents. Ritsu, la senpai qu'il admire, y habite également, de même que plusieurs autres individus "uniques" : son colocataire masochiste Shirosaki ; la belle Mayumi à la plastique impressionnante qui n'a pas de chance avec les hommes ; et la fourbe prédatrice étudiante Sayaka. Entouré par cette joyeuse bande, Usa n'a pas l'occasion de s'ennuyer.

## Personnages

### Résidents à la pension
Kazunari Usa (宇佐 和成, Usa Kazunari)
Voix japonaise : Yūichi Iguchi
Kazunari est un jeune élève de seconde qui a fait un marché avec ses parents : il vivra dans l'endroit que lui choisiront ses parents en échange de quoi il pourra quitter la maison familiale. Malgré des débuts difficiles, il finira par s'adapter à cet endroit particulier. Il est attiré par Ritsu et commencera à lire des livres pour elle.
Ritsu Kawai (河合 律, Kawai Ritsu)
Voix japonaise : Kana Hanazawa
Ritsu est une fille discrète qui étudie en première dans la même école que Kazunari. Elle aime lire et est souvent inexpressive, mais elle est capable de laisser jaillir ses émotions quand quelque chose l'amuse, l'émeut ou l’embarrasse. Malgré son attitude froide et distante au départ, elle tombe petit à petit amoureuse d'Usa sans s'en rendre vraiment compte.
Sumiko (住子)
Voix japonaise : Sanae Kobayashi
La responsable du complexe Kawai et la grand-tante de Ritsu. Elle incarne l'autorité dans le dortoir et est de ce fait la seule personne respectée (ou crainte) par tous les habitants du complexe Kawai.
Shirosaki (城崎)
Voix japonaise : Go Shinomiya
Le colocataire quelque peu pervers de Usa, connu pour être un masochiste. Il se révélera plus tard exercer le métier d'écrivain.
Mayumi Nishikino (錦野 麻弓, Nishikino Mayumi)
Voix japonaise : Rina Satō
Une salariée malheureuse en amour mais prompte à se montrer critique envers tout le monde. Elle approche à son grand damne de la trentaine.
Sayaka Watanabe (渡辺 彩花, Watanabe Sayaka)
Voix japonaise : Hisako Kanemoto 
Une étudiante vivant au dortoir Kawai. Malgré son air adorable, elle adore semer la zizanie, Mayumi en faisant souvent les frais. On ne la voit jamais sans maquillage, celui dissimulerait d'après les autres personnages un visage bien différent que celui qu'elle présente habituellement.[pas clair]

### Autres
Chinatsu (千夏)
Voix japonaise : Ai Shimizu
Une écolière du primaire qui devient proche du dortoir Kawai après que Shirosaki a retrouvé son porte-monnaie. Elle aime beaucoup le pudding et aurait selon Shirosaki l’étoffe d'un sadique.
Tagami (田神)
Voix japonaise : Junsuke Sakai
Condisciple d'Usa. Il a développé un attachement envers Mayumi après l'avoir vue dans le café où Usa travaille à temps partiel l'été.
Yamamoto (山本) / Hōjō (北条)
Voix japonaise : Hikaru Midorikawa
L'un des premiers employés qu'Usa rencontre lors de son job d'été. Il est assez étrange et s'exprime en utilisant de nombreuses figures de styles et des notes explicatives afin d'ajouter de l'emphase à ses paroles. Yamato est son nom au travail néanmoins son vrai nom est Hōjō.
Kurokawa (黒川)
Voix japonaise : Takashi Kondō
L'un des premiers employés qu'Usa rencontre lors de son job d'été.
Hayashi (林)
Voix japonaise : Manami Numakura
Condisciple d'Usa au collège. Elle avait une obsession pour l'occulte et est en partie à l'origine du surnom d'Usa à cette période. À son entrée au lycée, elle abandonne l'occulte et se transforme pour devenir plus féminine et plus "branchée". Lorsqu'elle rencontre de nouveau Usa sur son lieu de travail, au cours d'une sortie (mixer) avec Tagami et d'autres personnes, elle essaye de mettre sur le compte d'Usa son passé et de le faire passer pour la personne étrange. Pourtant elle a des sentiments pour Usa.
Miharu Tsuneda (常田 美晴, Tsuneda Miharu)
Voix japonaise : Ayaka Suwa
Condisciple de Sayaka au collège. Elle sait tout sur la vie de Sayaka durant cette période.
Maemura (前村)
Norihiro Sakuma (佐久間 範弘, Sakuma Norihiro)
Manami (愛美)
Akira (アキラ)
Yōko Mabuchi (馬淵 陽子, Mabuchi Yōko)

## Média

### Manga
Bokura wa minna Kawai-sō est une série manga scénarisée et dessinée par Ruri Miyahara. Elle était publiée par Shōnen Gahōsha dans le magazine seinen Young King OURs entre le 30 avril 2010 et le 28 décembre 2017. La série a été regroupée en onze volumes, publiés entre le 30 mai 2011 et le 30 juillet 2018,. Un volume bonus est également sorti le 30 août 2018. Le manga est également publié en ligne et en anglais par Crunchyroll.
| no    | Japonais          | Japonais          |
| no    | Date de sortie    | ISBN              |
| ----- | ----------------- | ----------------- |
| 1     | 30 mai 2011       | 978-4-7859-3631-0 |
| 2     | 30 janvier 2012   | 978-4-7859-3777-5 |
| 3     | 30 août 2012      | 978-4-7859-3909-0 |
| 4     | 30 mai 2013       | 978-4-7859-5057-6 |
| 5     | 26 mars 2014      | 978-4-7859-5251-8 |
| 6     | 29 novembre 2014  | 978-4-7859-5435-2 |
| 7     | 30 septembre 2015 | 978-4-7859-5634-9 |
| 8     | 30 mai 2016       | 978-4-7859-5789-6 |
| 9     | 28 avril 2017     | 978-4-7859-6006-3 |
| 10    | 30 juin 2018      | 978-4-7859-6235-7 |
| 11    | 30 juillet 2018   | 978-4-7859-6257-9 |
| Bonus | 30 août 2018      | 978-4-7859-6278-4 |

### Anime
Une adaptation en série télévisée d'animation de douze épisodes, réalisée par Shigeyuki Miya au sein du studio Brain's Base, est diffusée sur TBS du 3 avril au 19 juin 2014, puis rediffusée SUN, KBS, CBC, BS-TBS and Kids Station. La série est diffusée avec des sous-titres en anglais par Crunchyroll. La série est licenciée pour les supports matériels et numériques par Sentai Filmworks. Le thème de l'opening est Itsuka no, Iku Tsuka no Kimi to no Sekai (いつかの、いくつかのきみとのせかい), interprété par Fhána, et le thème de fin est My Sweet Shelter par Kana Hanazawa, Rina Satō et Hisako Kanemoto. Un épisode inédit est commercialisé avec la sortie en DVD et Blu-Ray de la série.